# Afszin Bijabangard
Afszin Bijabangard (pers. افشین بیابانگرد; ur. 10 czerwca 1987) – irański zapaśnik w stylu klasycznym. Zdobył brązowy medal na mistrzostwach świata w 2014; siódmy w 2009 i ósmy w 2013. Trzeci na igrzyskach azjatyckich w 2014. Złoty medalista mistrzostw Azji w 2016 i srebrny w 2012 i 2017. Pierwszy w Pucharze Świata 2014 i 2016; trzeci w 2015 i 2017, a dziesiąty w 2013. Mistrz świata wojskowych w 2008 i trzeci w 2008. Brąz na Akademickich MŚ w 2010. Trzeci na mistrzostwach Azji juniorów w 2006 roku.